# Дедушкин, Александр Валерьевич
Александр Валерьевич Дедушкин (род. 12 августа 1981 года в Ульяновске, СССР) — российский профессиональный баскетболист, мастер спорта. Играет на позиции центрового.

## Биография
Александр Дедушкин родился 12 августа 1981 года в городе Ульяновск. Отец Валерий Александрович Дедушкин – главный инженер. Мать Вера Михайловна Дедушкина – инженер проектировщик, почетный донор, ветеран труда.

### Ранние годы
Увлеченные советским спортом, родители отдали Сашу в секцию по плаванию, когда ему было 4 года. Мир спорта сразу пришёлся мальчику по душе. Участвовал в городских юношеских соревнованиях, занимал призовые места на первенстве города вольным стилем (кроль). Секцию закрыли, когда он учился в школе, во втором классе. Через 2 года после этого начался набор в секцию по баскетболу. Поначалу в ней занимались почти все одноклассники, но только Саша задержался в секции надолго и всерьез. У него уже был спортивный опыт и воля. К тому же он идеально подходил по росту и комплекции, хорошо играл, от всей души. Тренер и тогда отмечал трудолюбие и самоотдачу спортсмена.

### Школьные годы
В 1993 году Александр поступил в СДЮШОР №7, в которой продолжил занятия баскетболом до 17 лет. В 1998 году окончил ростовскую общеобразовательную школу №6. Как отмечал директор школы, который в прошлом тоже был спортсмен, во многом благодаря участию Саши их команда выиграла чемпионат по баскетболу среди школ Ростова-на-Дону.

## Профессиональная карьера
Приглашение в Спорт Академ Клуб САК при Российском Государственном Университете Физической Культуры (РГУФК), которое Саша получил от начальника команды Владимира Николаевича Ревенко, стало определяющим фактором в выборе учебного заведения и в дальнейшем развитии карьеры. В 1999 году переехал в Москву, поступил в университет. Клуб САК, ради которого он переехал быстро распался. Закончил РГУФК в 2004 году, уже являясь к тому времени Кандидатом в Мастера Спорта. В 2000 году Александр принял приглашение от команды «Химки», где играл с Александром Петренко, Михаилом Соловьевым, Олегом Мелещенко. Тренер команды Сергей Николаевич Елевич сразу увидел в Саше перспективного спортсмена. После окончания института в 2004 году переехал в Пермь, подписав контракт с командой «Урал-Грейт». Там Александру посчастливилось тренироваться под руководством выдающегося тренера Сергея Александровича Белова, оттачивать командную игру с баскетболистами Михаилом Михайловым, Валерием Дайнеко, Сергеем Чикалкиным и Русланом Авлеевым. В составе с Дедушкиным «Урал-Грейт» взял Кубок России в 2004 году и Кубок вызова в 2006. В 2008 году Александр получил МС и вошёл в состав питерского «Спартака». Значимым поворотом в развитии спортсмена также стала игра в команде «Красные крылья». Работа с тренером Станиславом Георгиевичем Ереминым оказалась ценным опытом. А в 2012 году в составе «Красных крыльев» Александр стал обладателем кубка России. 16 января 2013 года подписал контракт с командой «Урал» и в конце сезона стал чемпионом России среди команд Суперлиги.

## Общественная деятельность
Помимо профессиональной карьеры, Александр занимается общественной деятельностью, пропагандой и развитием детского спорта в нашей стране, он проводит мастер-классы и встречи с юными баскетболистами. Открыт официальный интернет-сайт Александра Дедушкина, являющийся основным источником информации о его спортивной карьере и другой деятельности.

## Интересы
Александр интересуется философией, психологией и другими гуманитарными науками, склонен видеть духовный аспект жизни, в том числе и в спорте. Свободное время любит проводить с дочерью, в кругу семьи, со старшим братом или с друзьями. К Саше c уважением относится подрастающее поколение, в том числе спортсменов. Он может внимательно выслушать, поддержать или дать дельный совет. Очевидно, что прозвище Дед происходит от его фамилии, но некоторая символичность в позитивном смысле тоже присутствует.